# Herman Kellgren
Abraham Herman August Kellgren, född 21 januari 1822 i Kuopio, död 25 september 1856 i Helsingfors, var en finländsk orientalist. Kellgren föddes till föräldrarna Johan August Kellgren och Maria Nylander. Han var gift med Anna Sofia Tengström (1849–1906). 
Kellgren blev student 1838, filosofie kandidat och filosofie magister 1844 samt filosofie doktor 1850. Han tog verksam del i den litterära rörelse, som under 1840-talet utgick från yngre kretsar vid Helsingfors universitet, men ägnade sig sedermera åt studium av de orientaliska språken. Han utnämndes 1849 till docent i sanskrit och 1854 till professor i den österländska litteraturen vid Helsingfors universitet. På detta område utgav han, förutom smärre uppsatser, Om affix-pronomen i arabiskan, persiskan och turkiskan samt Ibn-Mâliks Allâmîja (1854) och Grammatik der osmanischen Sprache von Fuad-Efendi und Gâvdât-Efendi (1855).
Han var kurator för Savo-Karelska avdelningen mellan 1844 och 1846, och för Wiipurilainen Osakunta år 1852. Åren 1851–1852 arbetade han som tidningsmedarbetare och redaktör för Suometar. Han var även sekreterare för Finska litteratursällskapet mellan 1845 och 1846.
Bland hans andra verk finns Das finnische Volk und der Ural-Altaische Völkerstamm (1846), Die Grundzüge der Finnischen Sprache mit Rücksicht auf den Ural-Altaischen Sprachstamm (1847), Mythus de ovo mundano Indorumque de eodem notio (1849), De cosmogonia Graecorum, ex Aegypto profecta (1850), och Om den indogermaniska språkstammen och inderna (1850).